# Basud
Basud ist eine philippinische Stadtgemeinde in der Provinz Camarines Norte. Sie hat 41.017 Einwohner (Zensus 1. August 2015). Teile des Bicol Natural Parks liegen auf dem Gemeindegebiet.

## Baranggays
Basud ist administrativ in 29 Baranggays unterteilt.
| - Angas - Bactas - Binatagan - Caayunan - Guinatungan - Hinampacan - Langa - Laniton - Lidong - Mampili - Mandazo - Mangcamagong - Manmuntay - Mantugawe - Matnog | - Mocong - Oliva - Pagsangahan - Pinagwarasan - Plaridel - Poblacion 1 - San Felipe - San Jose - San Pascual - Taba-taba - Tacad - Taisan - Tuaca - Poblacion 2 |